# Uwe Martens
Uwe Martens (* 3. Februar 1970 in Köln) ist ein deutscher Lyriker.

## Leben und Werk
Uwe Martens wurde 1970 in Köln geboren. Nach seinem Abitur am Städtischen Gymnasium Köln-Pesch und dem anschließenden Zivildienst in einem Kölner Altenwohnheim begann er ein Jurastudium an der Universität zu Köln, wechselte jedoch nach drei Semestern im Jahr 1992 zu einer Ausbildung im Buchhandel in Köln-Ehrenfeld, die er 1995 abschloss. Danach lebte er drei Jahre im ostwestfälischen Detmold. Anfang 1999 kehrte er nach Köln zurück, wo er bis 2011 seinen Lebensmittelpunkt hatte. In diesem Zeitraum arbeitete er in einer Bonner Buchhandlung. Im Jahre 2011 zog es ihn dann berufsbedingt an den Rand der Alpen. Dort betreute er in einer Buchhandlung in Garmisch-Partenkirchen die Taschenbuchabteilung bis ins Jahr 2016.
Seit Beginn der 2000er Jahre ist Uwe Martens als Autor mit Publikationen in verschiedenen Lyrik-Anthologien vertreten, unter anderem 2002 im Martin Werhand Verlag im dritten Band der Anthologie Reihe Junge Lyrik. Im Jahr 2015 erschien sein erster eigener Gedichtband Nebeltag in der Reihe 100 Gedichte im Martin Werhand Verlag. Seine zweite Lyrikpublikation folgte im September 2017 unter dem Titel Weltwelke in der Reihe 50 Gedichte im selben Verlag.
Im Dezember 2018 veröffentlichte der MWV einen dritten Band von Martens unter dem Titel Lichtskizzen in der Reihe 150 Gedichte.
Uwe Martens lebt und arbeitet heute als freier Autor in Köln.

## Einzelbände
- Nebeltag. 100 Gedichte. Martin Werhand Verlag, Melsbach 2015, ISBN 978-3-943910-14-8. Auch zweite, überarbeitete Auflage.
- Weltwelke. 50 Gedichte. Martin Werhand Verlag, Melsbach 2017, ISBN 978-3-943910-42-1.
- Lichtskizzen. 150 Gedichte. Martin Werhand Verlag, Melsbach 2018, ISBN 978-3-943910-63-6.

## Anthologien
- Junge Lyrik III – 50 Dichterinnen und Dichter. Lyrik-Anthologie, Martin Werhand Verlag, Melsbach 2002, ISBN 3-9806390-3-7. Auch zweite, überarbeitete Auflage.